# Археологія Естонії
Археологія Естонії досліджує доісторичну добу на теренах Естонії. Перші археологічна пам'ятка в Естонії належить до середньокам'яної доби.

## Середньокам'яна доба— Кундська культура

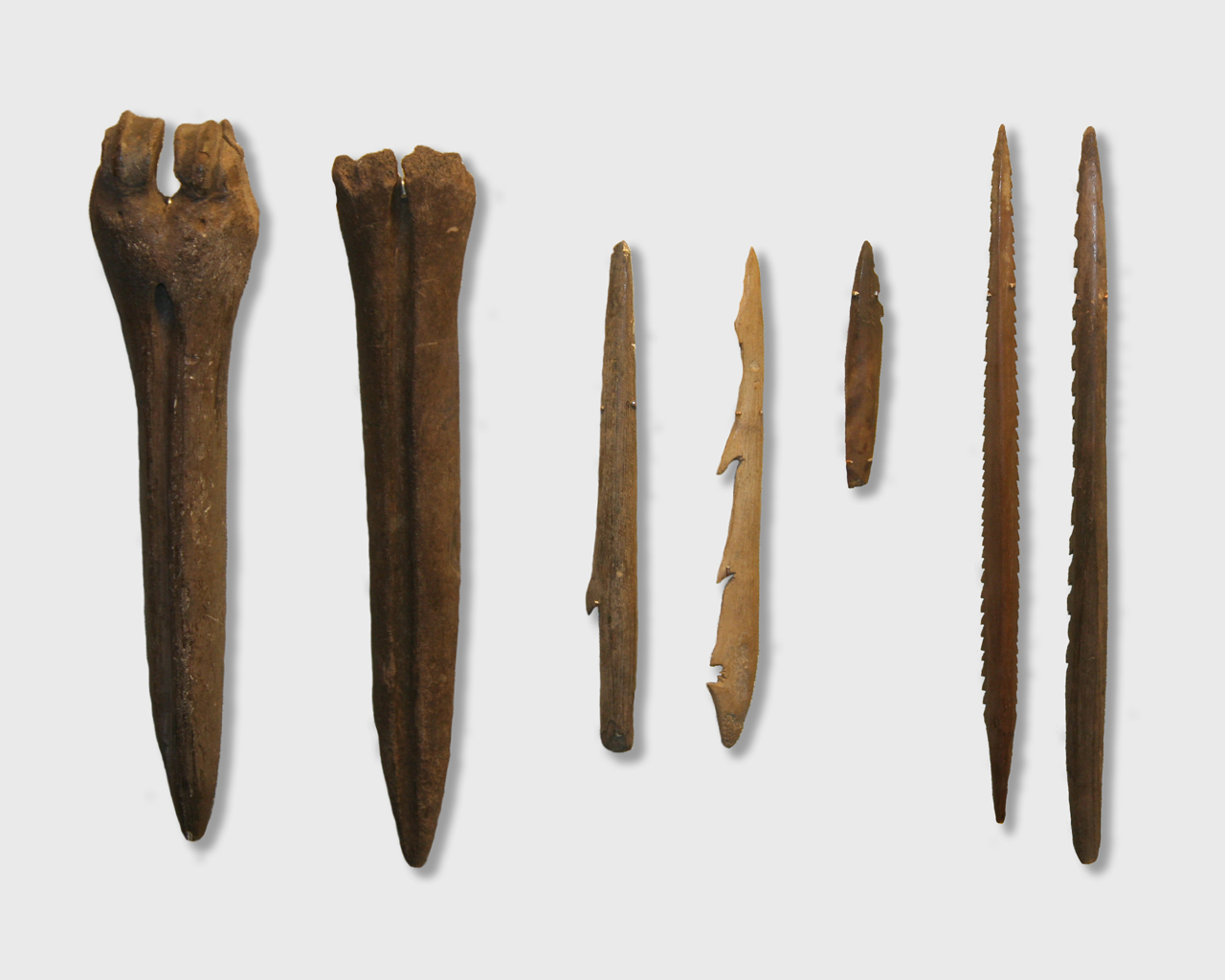
Знаряддя кундской культури в Естонському історичному музеї

До закінчення останнього зледеніння, близько 10 тис. років до Р. Х. територія Естонії не була заселена людьми.
Найбільш ранні сліди присутності людей пов'язані з кундською культурою (названа за річкою Кунда в Естонії). Найбільш давнім відомим поселенням є Пуллиське поселення, що розташоване над річкою Пярну, поблизу міста Сінді на південному заході Естонії. Воно датується приблизно 9500-9600 роками до Р. Х.. Також з кундською культурою пов'язано поселення Ламмасмяе на півночі Естонії, датоване не пізніше 8500 роком до Р. Х.. Кістяні та кам'яні вироби кундської культури були також виявлені в інших кутах Естонії, а також у Латвії, на півночі Литви та на півдні Фінляндії.
Для виготовлення ріжучих знарядь, що використовувалися головним чином кремінь й кварц.
На думку лінгвіста Пола Арісте, декілька слів з мови, якою говорили люди в період кундської культури залишилися в естонській мові. Одне з цих слів küla (село) свідчить, за оцінкою Тармо Кулмара, про наявність напівкочової форми колективного життя.

## Новокам'яна доба

### Нарвська культура
Початок неоліту відзначено появою кераміки нарвської культури, яка з'являється в Естонії на початку 5 тисячоріччя до Р. Х. Найбільш ранні знахідки датуються приблизно 4900 роком до Р. Х..
Перша кераміка виготовлялася з товстої глини, що змішувалася з галькою, раковинами або стеблами рослин. Кераміка нарвського типу була знайдена вздовж усього узбережжя Естонії й на островах.
Кам'яні й кістяні вироби цієї культури мають досить високою схожістю з виробами попередньої кундської культури.

### Культура ямково-гребінцевої кераміки

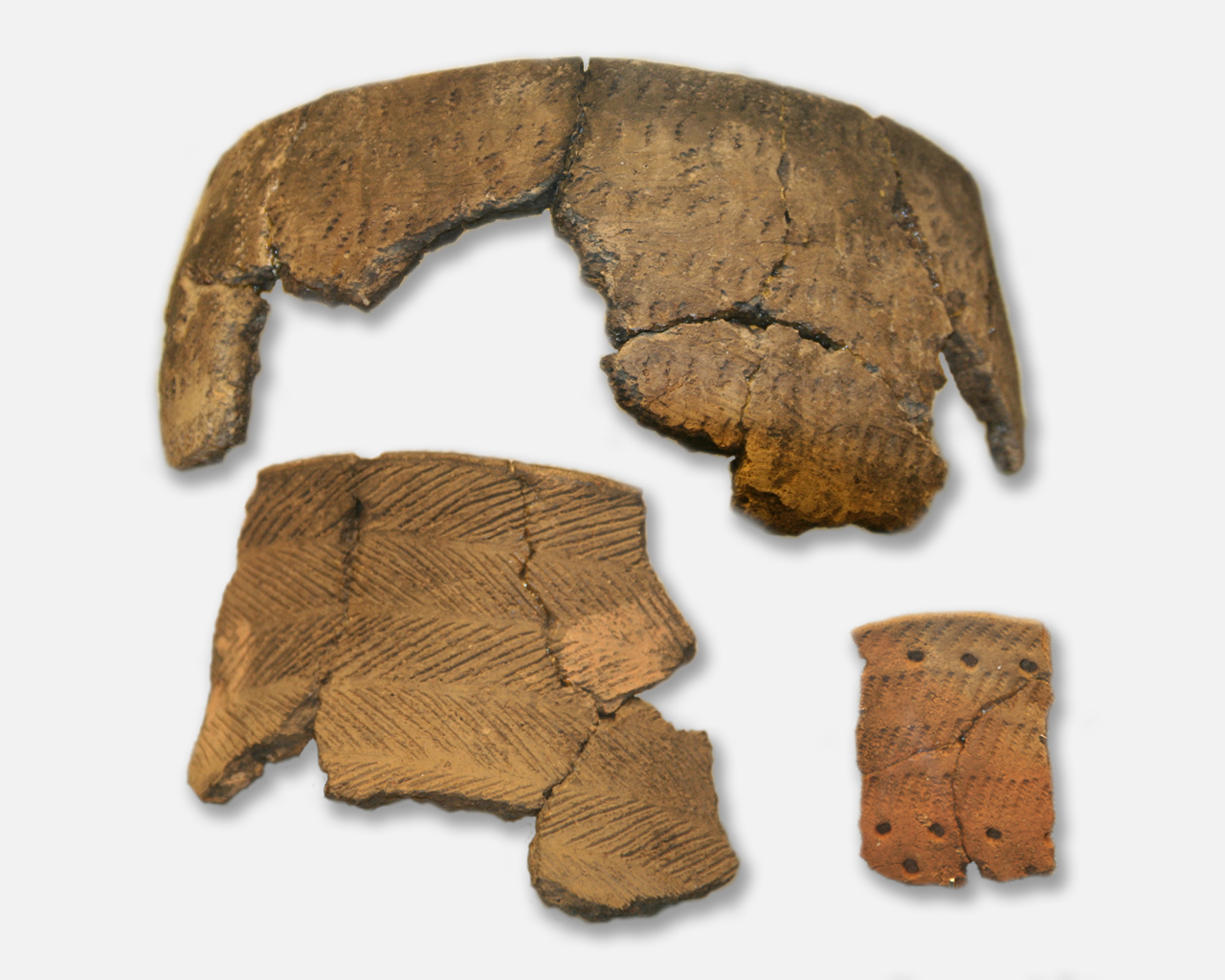
Ямково-гребінчаста кераміка в Естонському історичному музеї

Приблизно на початку 4 тисячоріччя до Р. Х. в Естонії з'являється культура ямково-гребінцевої кераміки (могильники Нарва, Валма, Тамула). Носії культури ямково-гребінцевої кераміки клали в поховання фігурки тварин, птахів, змій та людей, вирізані з кістки й бурштину. Вироби цієї культури також зустрічаються на великих сусідніх територіях, від Північної Фінляндії до Східної Пруссії.
Приблизно до початку 1980-х років історики не піддавали сумніву фіно-угорське походження племен культури ямково-гребінцевої кераміки. Ряд дослідників навіть стверджували, що прауральска мова була поширена в Естонії та Фінляндії з часів останнього заледеніння, хоча ця точка зору й не користувалася підтримкою більшості. Згодом археологи більш обережно ставляться до зв'язку між мовами і явищами матеріальної культури.
Згідно з однією з гіпотез, збільшення числа поселень у зазначений період було пов'язано із загальним потеплінням клімату, що викликало розвиток виробничого господарства.
Мова носіїв культури ямково-гребінцевої кераміки зазвичай називають «палеоєвропейською» (імовірно, саме його релікти складають субстрат невідомого походження, що виділяється лінгвістами у саамських мовах).
У представників культури гребінцевої кераміки з місцезнаходження Кудрукюла (Kudruküla) в Естонії визначено Y-хромосомна гаплогрупа R1a5-YP1272 та мітохондріальні гаплогрупи U5b1d1, U4a, U2e1.

## Мідна доба— культура бойових сокир

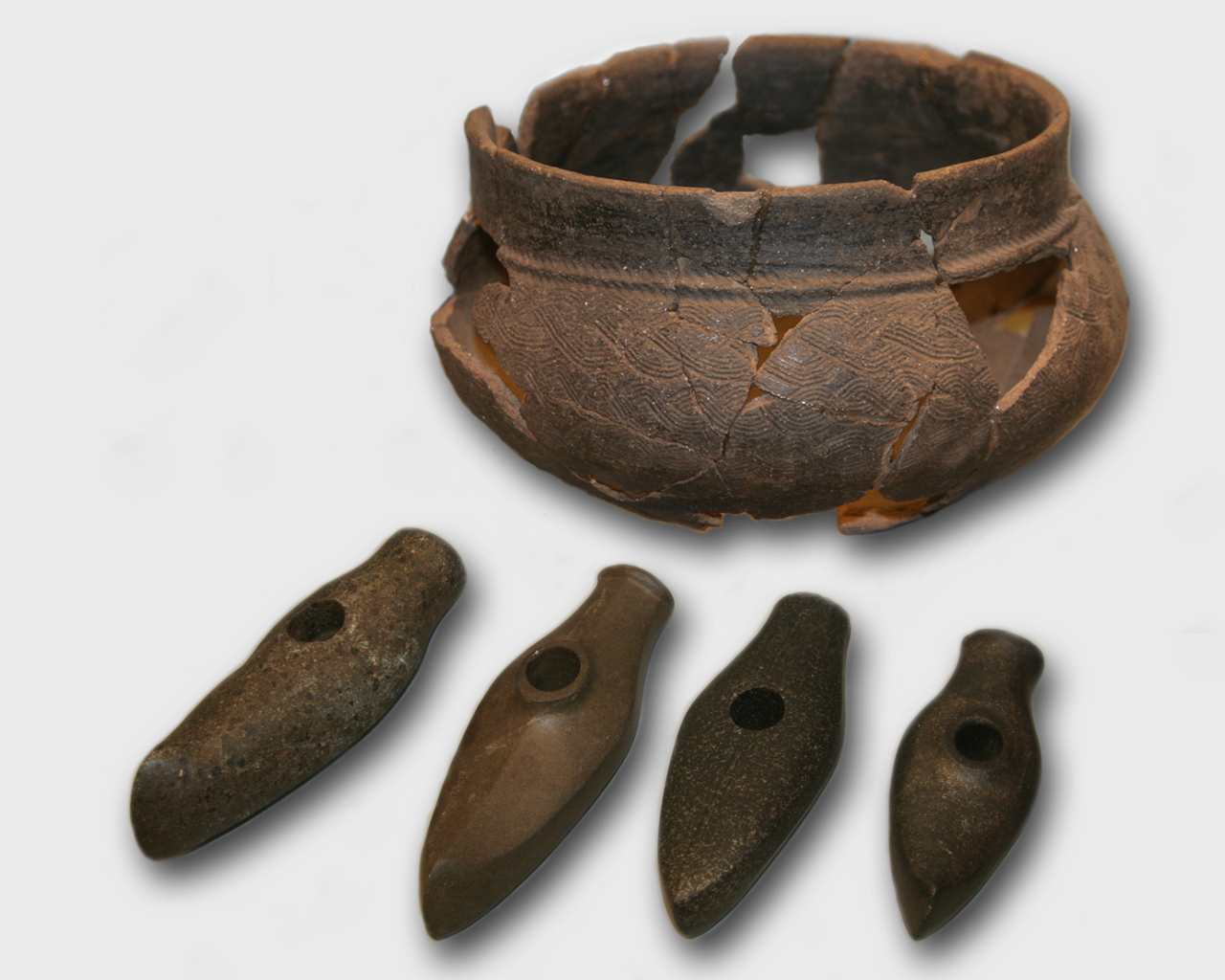
Шнурова кераміка і кам'яні сокири в Естонському історичному музеї.

Початок пізнього неоліту — мідної доби приблизно 2200 року до Р. Х. характеризується появою культури шнурової кераміки і бойових сокир, для якої були характерні, як зрозуміло з назви, шнурові прикраси кераміки й добре відполіровані кам'яні «туровидні» сокири.
Про наявність землеробства можна судити по обвугленим зернам пшениці на стінках судин шнурової кераміки, виявлених у поселенні Іру. Згідно з аналізом кісткових останків, робилися спроби одомашнити дикого кабана.
З цією культурою пов'язані специфічні похоронні обряди. Тіло укладалося на бік, коліна притискалися до грудей, одна рука клалася під голову. Похоронні дари зазвичай були предметами з кістки домашніх тварин.
У чотирьох представників шнурової кераміки з двох різних місцеперебування (Ardu і Kunila) в Естонії визначено Y-хромосомна гаплогрупа R1a-Z645. У одного з зразків (Kunila2) додатково визначена гілка до R1a1a1-Z283.

## Бронзова доба
Початок бронзового століття в Естонії датується приблизно 1800 роком до Р. Х.. У той час формувалася межа між фіно-угорськими й балтійськими племенами. Почалося будівництво перших укріплених поселень, Асва (культура Асва), Ридала на острові Сааремаа та Іру в Північній Естонії. Розповсюдження бронзи сприяло розвитку суднобудування. Відбувався обмін похоронними звичаями. Новий тип ритуальних поховань поширився від Німеччини до Естонії: поховання в кам'яних цистах й поховання зі спалюванням трупу все більше поширювалися поряд з невеликою кількістю поховань у вигляді кам'яного човна. 3470-3545 років тому на острів Сааремаа впав метеорит Каалі.

## Залізна доба
Доримська залізна доба почалася на території Естонії приблизно 500 року до Р. Х. й тривав до середини I сторіччя до Р. Х.. Найбільш ранні залізні вироби були привізними, хоча починаючи з I сторіччя проводилася виплавка заліза з руди, що видобувається в місцевих болотах і озерах. Поселення зазвичай розташовувалися в місцях, де особливості ландшафту забезпечували можливості оборони. Фортеці хоча і споруджувалися, але використовувалися нечасто. До цього ж часу відноситься поява в Естонії квадратних кельтських полів, оточених мурами, а також більшості каменів з рукотворними елементами-виступами, які імовірно були пов'язані з магічними ритуалами для підвищення врожайності зернових. З'являється новий вид могил — чотирикутні похоронні кургани. Похоронні традиції вказують на початок соціального розшарування.

### Римська залізна доба
Римська залізна доба в Естонії датується приблизно 50-450 роком. Хоча територія Римської імперії не досягала узбережжя сучасних балтійських країн, культурний та економічний вплив Риму досягла і цих земель, з чим і пов'язана назва епохи.
У матеріальній культурі епоха відображається в знахідках нечисленних римських монет, прикрас та інших виробів. Достаток залізних артефактів в Південній Естонії говорить про тісні зв'язки з європейським континентом, тоді як острова західній і північній Естонії зв'язувалися з Європою морем.

## Дивиться також
- Культура ямково-гребінцевої кераміки
- Культура шнурової кераміки